# Sabirowie
Sabirowie – plemię huńskie zamieszkałe w VI wieku na prawym brzegu Wołgi, w 558 roku podbite przez Awarów. W skład sabirskiego związku plemiennego prawdopodobnie wchodzili tureccy Chazarowie z siedzibami ulokowanymi w okolicach północnego Dagestanu. Niektórzy naukowcy wiążą Sabirów z późniejszą nazwą Syberii.